# شیکاگو اسپرز
شیکاگو اسپرز یک تیم فوتبال حرفه ای آمریکایی بود که در شیکاگو، ایلینوی واقع شده بود و در سال ۱۹۶۷، عضو اصلی لیگ فوتبال حرفه ای ملی (NPSL) بود. صاحبان امتیاز این تیم آل کچمارک، ویلیام کاتلر و مایکل باتلر بودند. همچنبن این تیم در Soldier Field نیز بازی می‌کرد.